# Monumento a Giuseppe Garibaldi (Reggio Calabria)
Il monumento a Giuseppe Garibaldi è una statua di  Reggio Calabria.

## Descrizione
Si trova al centro dell'omonima piazza di Reggio Calabria, che sorge di fronte alla Stazione Centrale della città. Si tratta di una statua alta oltre tre metri in marmo bianco di Carrara, realizzata nel 1956 dall'artista calabrese Alessandro Monteleone.
La statua è una rivisitazione della statua originaria del 1884, opera di Rocco Larussa, danneggiata dai bombardamenti che colpirono Reggio durante la seconda guerra mondiale la quale, nel 2007, è stata ricollocata a Villa San Giovanni, città natale di Larussa, dopo il necessario restauro.

## Galleria d'immagini

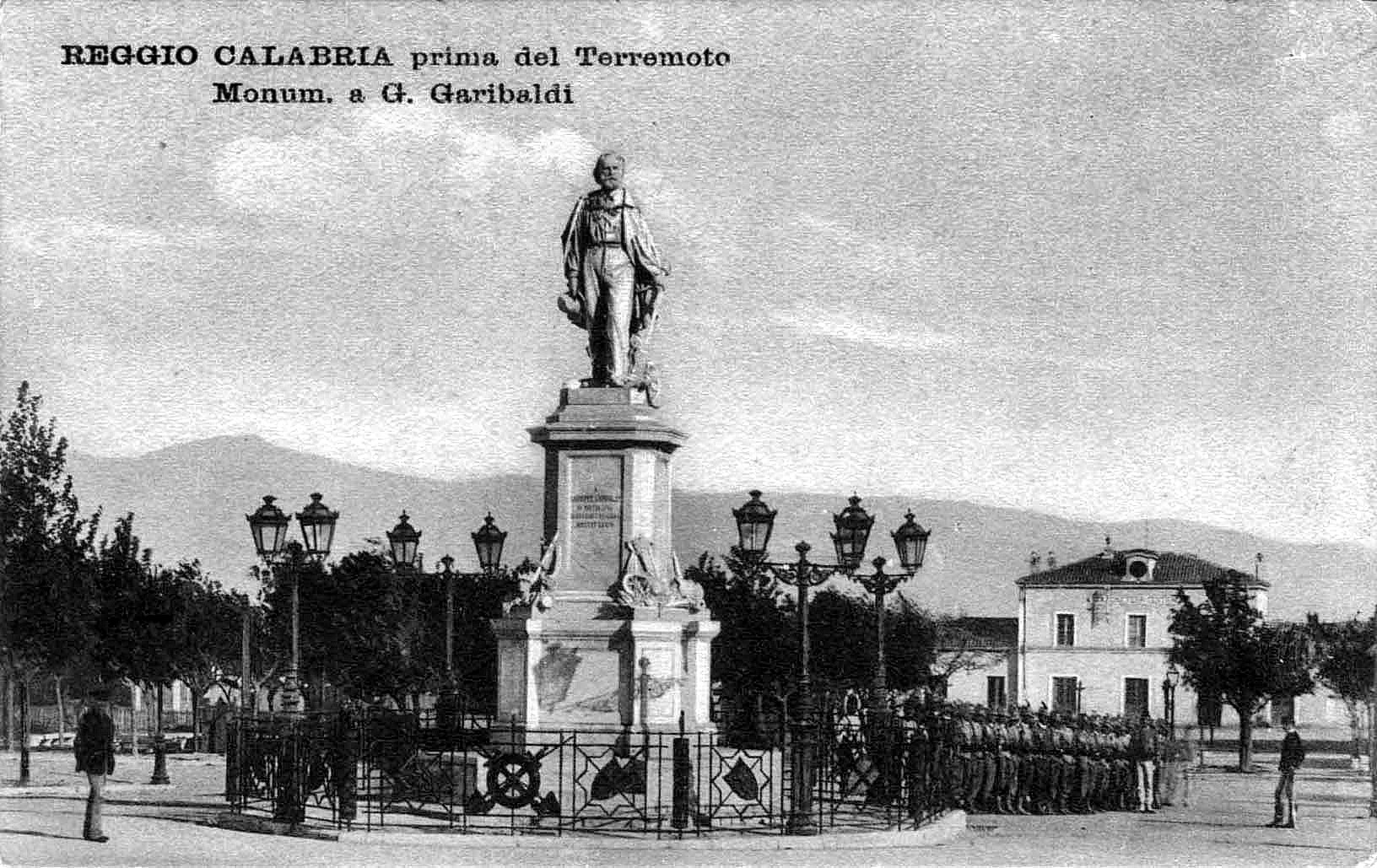
La vecchia statua del Larussa nel XIX secolo
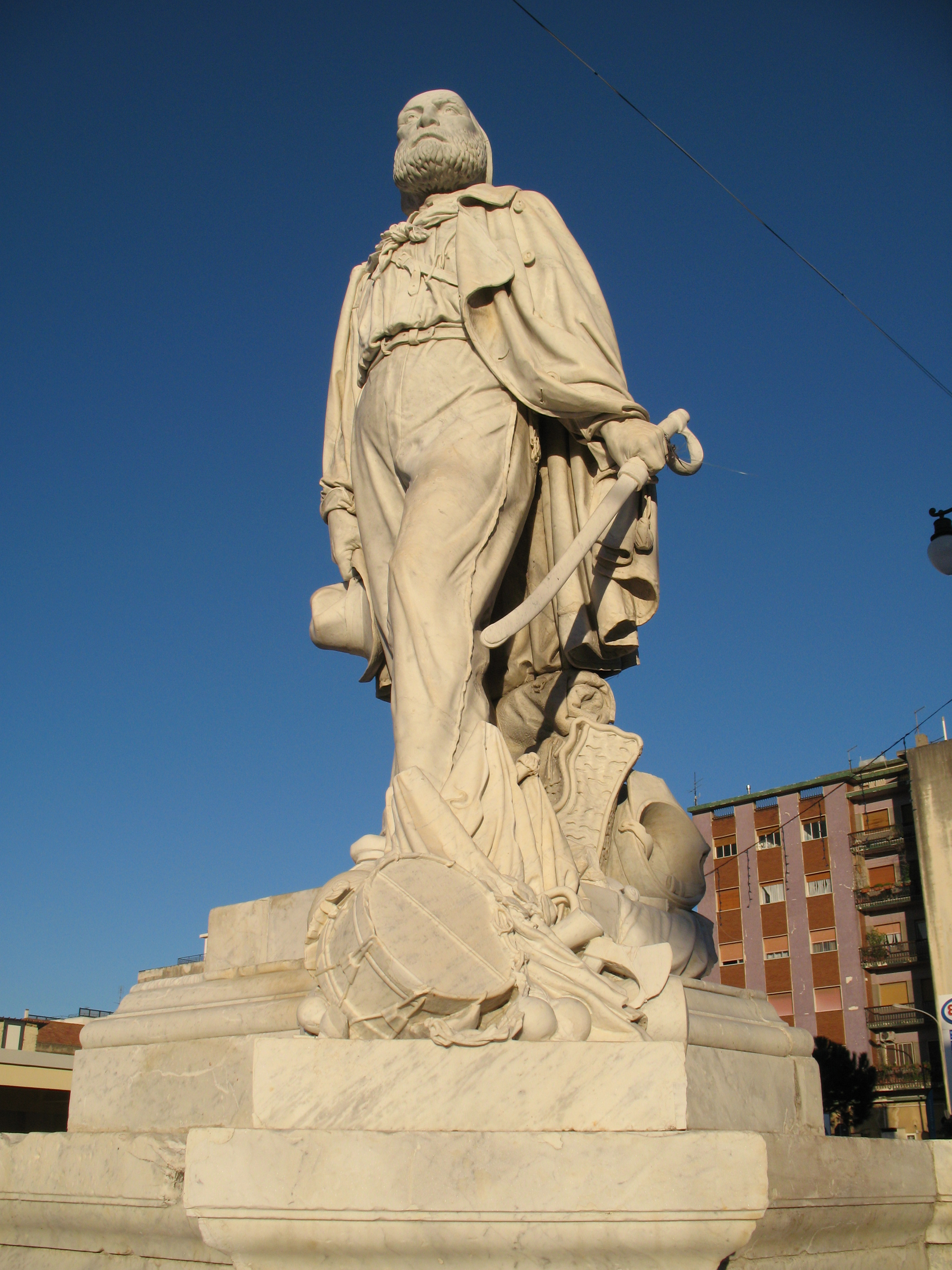
La statua del Larussa oggi, ricollocata a Villa San Giovanni dal 2007.